# Joel Obi
Joel Chukwuma Obi (født d. 22. maj 1991) er en nigeriansk professionel fodboldspiller, som spiller for Serie A-klubben Salernitana og Nigerias landshold.

## Klubkarriere

### Inter
Obi kom til Inter Milan som ungdomsspiller, og gjorde sin professionelle debut i september 2010.

#### Leje til Parma
Obi blev i 2013 udlejet til Parma, men spillede kun 8 kampe for klubben før han vendte tilbage til Inter.

### Torino
Obi skiftede i juli 2015 til Torino. Hans spilletid var dog begrænset, især som resultat af skader.

### Chievo Verona
Obi skiftede i august 2018 til Chievo Verona. Han blev januar 2019 udlejet til tyrkiske Alanyaspor, men spillede kun 2 kampe for klubben.

### Salernitana
Obi skiftede i juli 2021 til Salernitana.

## Landsholdskarriere
Obi debuterede for Nigerias landshold den 9. februar 2011 i en venskabskamp mod Sierra Leone. Han var del af den nigerianske trup til VM 2018 i Rusland.

## Titler
Inter Milan
- Coppa Italia: 1 (2010–11)
- Supercoppa Italiana: 1 (2010)
- FIFA Club World Cup: 1 (2010)